# Aloe incurva
Aloe incurva é uma espécie de liliopsida do gênero Aloe, pertencente à família Asphodelaceae.